# Syndicat français de la critique de cinéma et des films de télévision
Le Syndicat français de la critique de cinéma et des films de télévision (parfois appelé, de façon abrégée, Syndicat français de la critique de cinéma ou désigné par le sigle SFCC) est un syndicat composé de professionnels, écrivains et journalistes, ayant pour but de promouvoir la liberté de la critique et de défendre la création cinématographique par le biais de différents événements, notamment la Semaine de la critique, ou ses propres prix.

## Semaine de la critique
Créée en 1962, cette section parallèle du festival de Cannes a la particularité de sélectionner seulement une dizaine de films, de long et de court métrage, qui sont tous des premières ou secondes créations de leurs réalisateurs. La Semaine de la critique a ainsi permis de découvrir beaucoup de jeunes réalisateurs au talent prometteur.
Le prix le plus prestigieux de la section est le Grand prix. 

## Prix

### Prix du Syndicat
Depuis 1946, le syndicat récompense le cinéma dans différentes catégories, notamment le meilleur film français et le meilleur film étranger.
Ces prix concernent aussi d'autres domaines : les livres consacrés au cinéma, les éditions vidéo, et les fictions télévisées.

### Autres prix
Outre le festival de Cannes, le SFCC est représenté dans divers festivals, où il décerne d'autres prix.
- Festival international du film d'Arras
- Rencontres Henri Langlois de Poitiers
- Cinélatino, rencontres de Toulouse
- Festival Off-Courts de Trouville-sur-Mer
- Festival Biarritz Amérique latine
- Festival international du film d'Amiens
- Festival international du film indépendant de Bordeaux
- Festival Paris Courts Devant
- Festival Piaff de Paris
- Rencontres cinématographiques de Cannes
- Festival international du film politique de Carcassonne
- Festival international du film de Saint-Jean de Luz
- Festival International du film de femmes de Créteil
- Festival du film court en plein air de Grenoble
- Festival du cinéma de Brive
- Festival international du film indépendant Cinémondes de Berck
- Festival du film italien de Villerupt